# The Exiled Realm of Arborea
The Exiled Realm of Arborea, abbreviato ufficialmente in TERA, è un videogioco fantasy realizzato con grafica tridimensionale di tipo MMORPG e sviluppato da Krafton. Il gioco è uscito in Corea del Sud il 25 gennaio 2011, in Giappone il 18 agosto 2011, in Nord America il 1º maggio 2012 e in Europa il 3 maggio 2012. Si sono rispettivamente occupate della distribuzione del gioco in queste zone le seguenti società: NHN Corporation, NHN Japan Corporation, En Masse Entertainment e Frogster Interactive Pictures.

Inizialmente il gioco prevedeva il pagamento di un canone mensile ma, dato il successo riscontrato, TERA diventa Free-to-play nel febbraio 2013. Agli utenti che avevano acquistato il gioco in precedenza viene fornito un pacchetto "Founder", il quale fornisce items esclusivi. La versione europea del gioco presenta tre tipi di server a seconda della lingua che si preferisce (inglese, tedesco o francese) ed a seconda della modalità di gioco (PVP o PVE).

## Trama
Migliaia e migliaia di anni fa, due titani di nome Arun e Shara, per sfuggire alle devastazioni delle continue guerre che imperversavano nella propria dimensione, usarono il loro enorme potere per dare vita a un nuovo universo e al nuovo mondo di Arborea. Dopodiché, stanchi, si sdraiarono in terra a riposare, chiusero gli occhi e si addormentarono.
I loro corpi divennero così due continenti, le loro lacrime formarono i mari, i loro respiri divennero il vento e dai loro sogni nacquero innumerevoli creature viventi. Le prime creature a popolare questo mondo furono degli esseri semi-divini, che però in poco tempo iniziarono a combattersi l'uno con l'altro. In seguito, altre creature mortali comparvero nel mondo, meno potenti ma più numerose.
Queste vennero presto coinvolte nella guerra avviata dai primi esseri semidivini, durante la quale essi vennero annientati e scomparvero. Alla fine della guerra solo alcuni popoli sopravvissero: gli Aman, i Baraka, i Castanici, gli Elin, gli Elfi, gli Umani e i Popori. Unitisi nella Federazione Valkyon allo scopo di combattere i nemici comuni e riportare la pace su Arborea, questi popoli sono ora costretti a collaborare per affrontare la nuova minaccia degli Argon, creature il cui obiettivo sembra essere quello di conquistare il mondo e di risvegliare i titani, distruggendo definitivamente Arborea.

## Modalità di gioco
TERA è un videogioco di ruolo di stampo action per PC caratterizzato da un sistema di gioco a multigiocatore che si svolge online.

Nel gioco è possibile creare un proprio personaggio, con il quale avventurarsi nel mondo fantasy di Arborea e svolgere le missioni (quest) che, via via al progredire del gioco, vi verranno assegnate. TERA prevede, inoltre, la possibilità di creare oggetti quali pozioni, equipaggiamenti, armi (crafting) e di interagire con gli altri giocatori connessi alla Rete, collaborando con loro o combattendoli (PvP).
I movimenti e le azioni del personaggio creato possono essere controllate usando il mouse e la tastiera del proprio PC o con un controller compatibile.

## Razze
Al momento della creazione del proprio personaggio, è possibile scegliere a quale razza farlo appartenere.

Ogni razza è caratterizzata da un aspetto umanoide e ha una propria capitale nel mondo di Arborea.
- Aman: forti combattenti d'aspetto dragonico, dotati di grande forza e resistenza. Ridotti in principio in schiavitù dai giganti, con impresso il sigillo dell'obbedienza, dopo grandi sforzi riuscirono finalmente a riacquistare la propria indipendenza. I propri valori supremi sono quelli di libertà e sacrificio, mentre l'eredità del loro passato militare è evidente nel corpo potente e indurito.
- Baraka: discendenti dei giganti e rispettati per la loro grande conoscenza.
- Castanici: umanoidi dall'aspetto demoniaco, discriminati per il loro passato.
- Elin: un popolo di simil-fatine amanti della natura.
- Elfi: umanoidi dall'aspetto elegante dotati di grandi poteri e conoscenza.
- Umani: un popolo dallo spirito indomito che lotta strenuamente per la pace.
- Popori: creature dall'aspetto animale che praticano la magia e vivono in sintonia con la natura.

La maggior parte delle razze è giocabile con personaggi di sesso sia femminile che maschile. Le uniche eccezioni sono date dalle razze Elin (solo femminile), Popori e Baraka (solo maschili).

## Classi
TERA prevede l'utilizzo di 8 differenti classi di personaggi.
- Archer: classe specializzata nel danno a distanza, che fa uso di arco ed equipaggiamenti di tipo leggero. Indossa un'armatura di cuoio ed ha il bonus più basso di salute, con nessun vantaggio difensivo che possa compensarlo; per lui pertanto il gioco in solitaria risulta esser più difficoltoso.

Questa classe è nota per possedere una vasta gamma d'abilità nel favorirsi la lotta, utilizzando trappole ed attacchi a distanza, il che riduce però la velocità d'attacco; la scala del danno inflitto è basato sulla distanza del bersaglio. Il più gran beneficio per l'arciere è che ha la possibilità di rimanersene a distanza di sicurezza, è una grande classe in PvP, e in Pve se la cava più che bene.
- Sorcerer: classe magica specializzata nel danno a distanza e nell'uso di magie d'attacco molto potenti; utilizza un disco arcano e indossa armature di stoffa. Capace di sostenere forti danni, è in grado di ripristinare la propria riserva di mana in tempi relativamente brevi. Abilissimo negli attacchi a raffica con rapide e continue magie.

In PvE sono una fonte molto affidabile, mentre in PvP sono inestimabili nei combattimenti di squadra, costringendo i gruppi di nemici a sparpagliarsi nel tentativo di evitare i suoi potenti incantesimi.
- Slayer: Classe per il combattimento corpo a corpo, è caratterizzato da grandi capacità offensive e dall'uso di spadoni a due mani ed equipaggiata in modo leggero con armature di cuoio: colpisce duramente muovendosi a gran velocità, il che lo rende potente in qualsiasi situazione.

Eccelle negli attacchi in solitaria, a causa della capacità innata di controllo degli avversari che possiede; rappresenta una minaccia costante in PvP, mentre in PvE è d grande aiuto per il gruppo
- Berserker: guerriero pesantemente corazzato e specializzato nel combattimento corpo a corpo, utilizza un'ascia a due mani; è la classe più massiccia ma anche la più lenta. Può tranquillamente rimanere in prima linea durante una battaglia bloccando eventuali attacchi e infliggendo potenti danni con le sue cariche scatenate; è simile al mago quanto a velocità e danno inflitto, ma ha una maggior mobilità e difesa rispetto ad esso.

Per difendersi gli è richiesta una tempistica rigorosa nello schivare i colpi. In PvP rappresenta una costante minaccia per tutte le altre classi.
- Lancer: classe difensiva caratterizzata da un equipaggiamento molto pesante e specializzata nel tank. Fa uso di scudi per difendersi e di lance, con le quali può anche portare a segno potenti attacchi; possiede anche la competenza d'attirar nemici da lontano. È la classe più difensiva del gioco, in quanto può usare il proprio ampio scudo per protegger completamente se stesso e i suoi alleati in piedi dietro di lui dagli attacchi in arrivo.

Possedendo il più alto bonus di sopravvivenza fra tutte le classi, il lanciere ha anche il recupero di salute più alto, assieme alle classi guaritrici di mistici e sacerdoti. In PvE è generalmente accettata come la classe tank principale, in quanto è in grado di mitigar tutti i danni in arrivo senza rischi.
- Warrior: classe offensiva che fa uso di equipaggiamenti leggeri di cuoio. È specializzato nell'uso di coppie di spade, con le quali mette a segno colpi rapidissimi. Possiede un'alta mobilità e salute naturale, è molto potente in PvP sfruttando attacchi veloci che mantengono immobilizzato il bersaglio.
- Mystic: classe magica specializzata nel lanciare incantesimi di guarigione e malefici che ostacolano le azioni dei nemici. Fa uso di uno scettro magico come arma e indossa armature di stoffa.

È eminentemente una classe di sostegno, più utile rispetto al guaritore tradizionale, grazie alla sua possibilità di crear bonus di salute e mana, invece di guarire direttamente. È inoltre in grado d'evocare propri servitori temporanei e per le potenti abilità di controllo della folla che possiede, il che lo rende prezioso per avviar battaglie a squadre in PvP.
- Priest: classe magica di supporto specializzata in incantesimi di guarigione. Utilizza bastoni magici come armi.[7] e indossa armature di stoffa. Possiede tutti i tipi di cure per ogni situazione; è inoltre in grado di coprire a protezione di sé e degli alleati un'ampia zona circostante utilizzando uno scudo magico d'assorbimento che limita così notevolmente i danni. Ha un'immensa capacità di sopravvivenza ed in PvP assume il ruolo di protettore.

## Personalizzazione

### Glifi
I glifi rappresentano le specializzazioni individuali acquisibili per classe in numero di due; disponibili a partire dal livello 20.

### Cristalli
I cristalli vengono posizionati su armi ed armature; ve ne sono a tal fine di due tipi, rossi-offensivi e blu-difensivi. Aggiungono una gamma molto vasta di effetti, dalla protezione alla rigenerazione alla velocità d'esecuzione.
I cristalli bianchi sono acquistabili nei negozi, mentre quelli verdi sono ottenuti dai mostri o per compravendita. Quando si muore, vi sono probabilità di perdere alcuni dei cristalli posseduti.

## Tecniche
L'artigianato in TERA contiene elementi che appartengono anche a World of Warcraft e ad Aion: The Tower of Eternity; non v'è alcun limite ai lavori, si può difatti far tutto e raccogliere tutto: attraverso i vari materiali si possono creare molti componenti (vi è d'altra parte anche un rischio di fallimento). Gli oggetti che si possono forgiare sono armi, tessuti, armature in pelle, corazze, armi fisiche e magiche.
Il sistema di raccolta è identico ed è suddiviso in miniere, fibre, cristalli, pelle e insetti. Le colture sono tutte legate ad un mestiere specifico: il minerale sarà utilizzato per le armi fisiche, il cristallo per quelle magiche, la fibra invece per le armature di stoffa.
A differenza di molti MMORPG il sistema di combattimento è molto più frenetico e action, per questo lo si può anche giocare con un controller.